# Crkva sv. Marije u Visu
Crkva sv. Marije je katolička crkva u Podselju na otoku Visu.

## Opis dobra
Jednobrodna gotička crkva sv. Marije sagrađena je u Podselju na otoku Visu u 14.stoljeću. Produžena je u 15. st. da bi početkom 20. st. kasnogotičko pročelje bilo srušeno, a crkva proširena neorenesansnom lađom. Pri tom je podignut i zvonik odijeljen od crkve. Ostatak najstarije faze gradnje je sakristija s gotičkim svodom. U crkvi se ističe reljef Madone u terakoti iz 15.st. i renesansno - barokni oltari. Uz sjevernu stranu najstarijeg dijela Gospine crkve jednostavna je gotička crkva sv. Margarite pokrivena kamenom pločom s kvadratičnom presvedenom apsidom. Oko obje crkve bilo je staro groblje kasnije zatrpano. Do početka 17.st. crkva sv. Marije bila je župna crkva cijelog otoka Visa.

## Zaštita
Pod oznakom Z-5614 zavedena je kao nepokretno kulturno dobro - pojedinačno, pravna statusa zaštićena kulturnog dobra, klasificirano kao "sakralna graditeljska baština".